# Será
Será es el segundo álbum de estudio de la banda venezolana de rock La Vida Bohème, el cual fue lanzado el 1 de abril de 2013 a través de su página web, y presentado el 6 y 7 de abril en el Centro Cultural Corp Banca de su ciudad natal, Caracas.
El álbum se estrenó en la estación de radio caraqueña La Mega 107.3 el día miércoles 20 de marzo de 2013.  Durante la transmisión, en la cual se escucharon los 15 temas que componen el disco, se apreciaron las marcadas influencias de ritmos venezolanos como merengue, calipso y joropo.
En una foto publicada a través de la cuenta de Instagram del vocalista, Henry D'Arthenay, se reveló el tracklist oficial del segundo disco de estudio de la banda venezolana.
Las letras de este disco se centran mayormente en el país natal de la banda, Venezuela, y su situación actual.

Este álbum fue nominado a los Latin Grammy del 2013 en la categoría Mejor Álbum de Rock, resultando ganador. También el track 'Hornos de Cal' recibió la nominación a 'Mejor Canción de Rock'.

## Lista de canciones
| N.º | Título                 | Duración |  |
| 1.  | «Cementerio del Este»  | 5:30     |  |
| 2.  | «Cementerio del Sur»   | 0:51     |  |
| 3.  | «Hornos de Cal»        | 4:00     |  |
| 4.  | «La Bestia»            | 3:03     |  |
| 5.  | «La Sangre y el Eco»   | 3:55     |  |
| 6.  | «Viernes Negro»        | 3:48     |  |
| 7.  | «Helena»               | 1:14     |  |
| 8.  | «La Piel del Mal»      | 5:00     |  |
| 9.  | «Angelitos Negros»     | 3:24     |  |
| 10. | «Antes era Mejor»      | 4:25     |  |
| 11. | «Aún»                  | 3:14     |  |
| 12. | «El Futuro Funciona»   | 4:29     |  |
| 13. | «El Mito del Progreso» | 0:21     |  |
| 14. | «La Vida Mejor»        | 4:17     |  |
| 15. | «Ariadna»              | 0:58     |  |

## Personal
La Vida Bohème
- Henry D´Arthenay - Guitarra, voz, programación.
- Daniel de Sousa - Guitarra, cencerro.
- Sebastián Ayala - Batería, coros.
- Rafael Pérez Medina - Bajo, coros.

Músicos invitados
- Diego "El Negro" Álvarez - Percusiones.

## Sencillos
Su primer sencillo es «La vida Mejor».